# Chiesa di San Biagio (Corno Giovine)
La chiesa di San Biagio è la parrocchiale di Corno Giovine, in provincia e diocesi di Lodi; fa parte del vicariato di Codogno.

## Storia
La parrocchia di Corno Giovine fu eretta nel 1502 con territorio dismembrato da quella di Cornovecchio; la chiesa di San Biagio venne poi ricostruita tra il 1512 e il 1519.
Nel 1584 il vescovo di Novara Francesco Bossi, durante la sua visita apostolica, trovò che la struttura era insufficiente a contenere tutti i fedeli e che il pavimento versava in pessime condizioni.
Dalla Descriptio del 1619 s'apprende che la parrocchiale, avente come filiali la cappella di San Rocco e l'oratorio di San Michele ed inserita nel vicariato di Maleo, era sede delle confraternite del Santissimo Sacramento, della Dottrina Cristiana e del Rosario, che a servizio della cura d'anime un rettore e due cappellani e che i fedeli ammontavano a 1468.
Nella seconda metà del Settecento la chiesa venne ampliata su disegno del capomastro Morigia, il cui progetto era stato approvato il 18 maggio 1764; in quest'occasione si provvide ad allungare la navata di due campate, sopraelevare la volta e riedificare l'abside.
Il campanile fu ricostruito nel 1838; nel 1859 il vicariato cornogiovinese risultava comprendere, oltre alla capopieve, anche le parrocchie di Caselle Landi, Cornovecchio, San Fiorano e Santo Stefano al Corno.
La chiesa venne ampliata nel 1902 mediante la costruzione delle navate laterali e poi consacrata nel 1903; negli anni venti fu decorata da Mario Albertella, che dipinse gli affreschi dell'interno.
Alla fine del Novecento il vicariato di Corno Giovine venne soppresso e la chiesa passò a quello di Codogno.

## Descrizione

### Esterno
La facciata a salienti della chiesa, rivolta ad occidente, è scandita da una cornice marcapiano modanata, che la suddivide in registri, a loro volta abbelliti da paraste; l'ordine inferiore, più largo, presenta i tre portali d'ingresso timpanati e due finestre, mentre quello superiore, affiancato da due volute, è caratterizzato da una finestra e coronato dal frontone mistilineo.

### Interno
L'interno dell'edificio è suddiviso da pilastri sorreggenti archi a tutto sesto in tre navate voltate a botte, sulle laterali delle quali si affacciano in tutto dieci cappelle, di cui due ospitanti gli accessi sui fianchi della chiesa; al termine dell'aula si sviluppa il presbiterio quadrangolare, coperto da volta a vela e chiuso dall'abside semicircolare.